# Federação Finlandesa de Voleibol
A Federação Finlandesa de Voleibol  (em finlandês: Suomen Lentopalloliitto, SL) é  uma organização fundada em 1957 que governa a pratica de voleibol na Finlândia, sendo membro da Federação Internacional de Voleibol e da Confederação Européia de Voleibol, a entidade é responsável por  organizar  os campeonatos nacionais de  voleibol masculino e feminino no país.